# Kim Jung-kyum
Kim Jung-kyum (김정겸?, 金正謙?; 9 giugno 1976) è un ex calciatore sudcoreano, di ruolo difensore.